# ABC (czasopismo szwajcarskie)
ABC – niemieckojęzyczne czasopismo architektoniczno-artystyczne wydawane w Bazylei w latach 1924–1928. Nosiło podtytuł Beiträge zum Bauen (Przyczynki o budowaniu, Komentarze na temat budowania). Ukazywało się nieregularnie, łącznie wydano osiem numerów.
Inspiracją dla autorów czasopisma był periodyk Wieszcz. Gegenstand. Objet, wydawany wcześniej przez El Lissitzkiego w Berlinie. ABC stanowiło organ konstruktywistycznej międzynarodówki (Mart Stam, Hannes Meyer, Hans Schmidt, Werner Moser) i prezentowało w wyszukany graficznie, plakatowy sposób jej prace, a także rysunki innych twórców, m.in. Miesa van der Rohe. Teksty pisane były językiem żywym i pełnym wykrzykników, między drukowanymi wielką czcionką sloganami rozmieszczone były mniejsze krótkie notki oraz zdjęcia i rysunki. Charakterystyczna była również szokująca wówczas pionowa winieta. Mimo że pismo wydawane było w stosunkowo niewielkim nakładzie, wywarło wielki wpływ na rozwój architektury nowoczesnej.